# Saint-Junien
Saint-Junien település Franciaországban, Haute-Vienne megyében. Lakosainak száma 11 382 fő (2022. január 1.). Saint-Junien Brigueuil, Étagnac, Saulgond, Chaillac-sur-Vienne, Saillat-sur-Vienne, Saint-Brice-sur-Vienne és Saint-Martin-de-Jussac községekkel határos.

## Népesség
A település népessége az elmúlt években az alábbi módon változott:
| Lakosok száma | 11 301 | 11 156 | 11 539 | 11 202 | 11 257 | 11 254 | 11 295 | 11 387 | 11 382 |
|               | 2013   | 2015   | 2016   | 2017   | 2018   | 2019   | 2020   | 2021   | 2022   |